# Departamento Pilcaniyeu
Pilcaniyeu es uno de los 13 departamentos en los que se divide la provincia de Río Negro (Argentina).

## Superficie y límites
El departamento tiene una extensión de 10.545 kilómetros cuadrados y limita al norte con la provincia de Neuquén, al este con los departamentos El Cuy y 25 de Mayo, al sur con el departamento Ñorquinco y al oeste con el departamento Bariloche.

## Población
Según el Censo 2010, vivían en el departamento 7428 personas. Ese número lo convierte en el 8.º departamento más poblado de la provincia.
Los principales centros urbanos de este departamento son Dina Huapi, municipio situado al este de Bariloche y el pueblo de Pilcaniyeu, cabecera del departamento. En el último existe el Complejo Tecnológico Pilcaniyeu, donde se investiga el enriquecimiento de uranio con fines pacíficos.
El censo argentino de 2022 reportó 9373 habitantes.Esto representó un crecimiento del 26.2%

## Localidades y parajes
- Corralito
- Dina Huapi
- Comallo
- Laguna Blanca
- Blancura Centro
- Ñirihuau
- Pilcaniyeu
- Pilquiniyeu del Limay
- Villa Llanquín

### Parajes y localidades rurales
- Anecón Grande
- Neneo Ruca
- Cañadón Chileno
- Los Juncos
- Paso Flores